# Fleischgesetz
Das Fleischgesetz (FlG) enthält marktordnungsrechtliche Bestimmungen zur Klassifizierung der Schlachtkörper von Rindern, Schweinen und Schafen.
Mit der aktuellen Fassung des Fleischgesetzes werden hauptsächlich gemeinschaftsrechtliche Vorgaben in deutsches Recht umgesetzt, insbesondere die von Art. 42 der Verordnung (EG) Nr. 1234/2007 (ABl. L 299 vom 16. November 2007, S. 1, 28 f., 95 ff.). Die in § 16 FlG festgelegten Bußgeldvorschriften umfassen einen Rahmen von bis zu 30.000 Euro. Regelungen über Fleischmärkte und über die Lebendvermarktung auf Schlachtviehmärkten, die das vorherige Vieh- und Fleischgesetz geprägt hatten, gingen in anderen, zum Teil auch landesrechtlichen Vorschriften auf.
Auf Grundlage der im Fleischgesetz enthaltenen Ermächtigungen wurden auf Bundesebene bisher zwei Durchführungsverordnungen und eine Gebührenverordnung erlassen.